# 巴拉吉

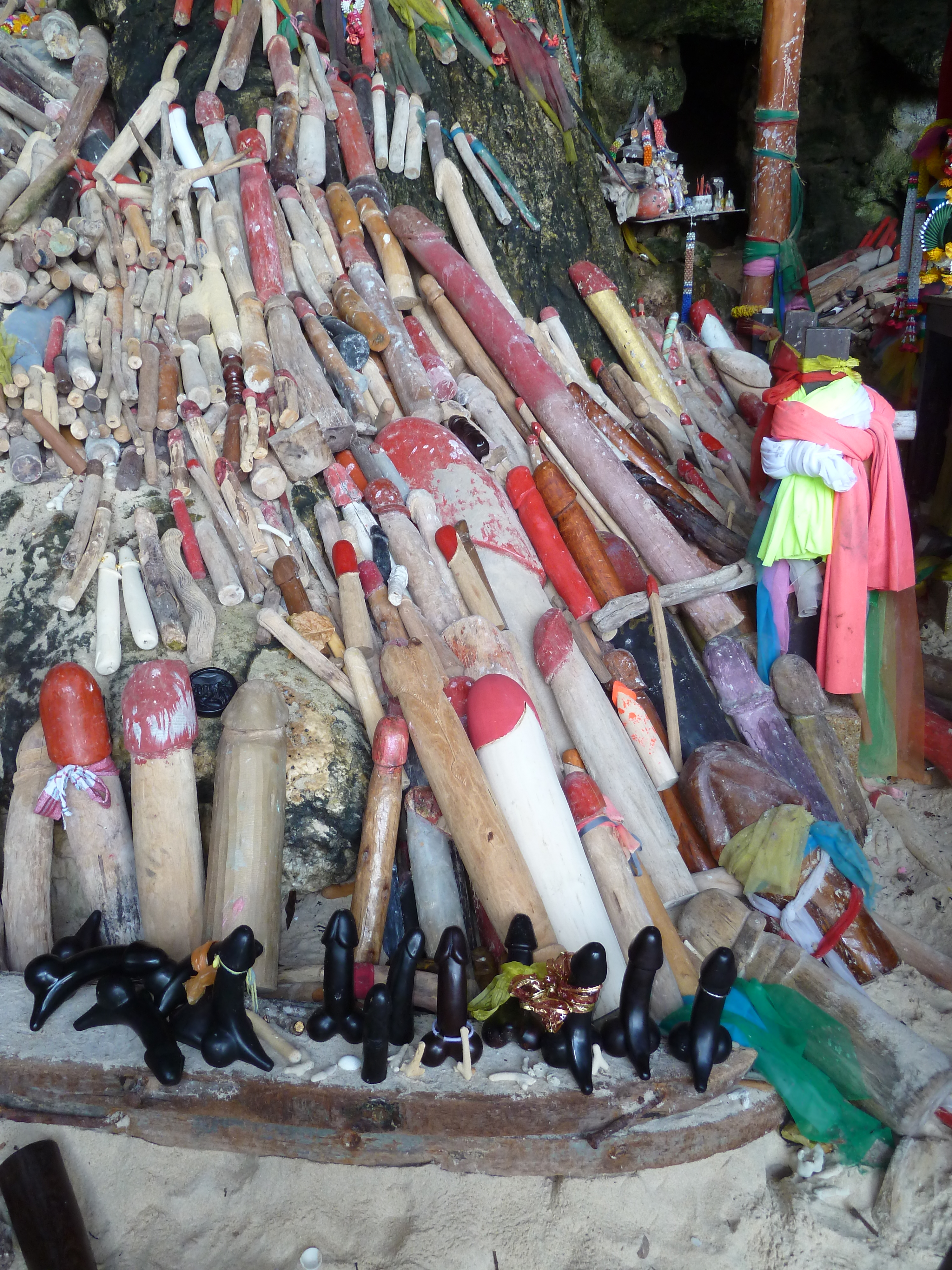
位於泰國甲米府萊莉海灘附近的Phra Nang谷海灘有一座巴拉吉神廟，擺放了大量超長的巴拉吉。

巴拉吉（發音：[pā.làt kʰìk]，皇家轉寫：palatkhik）是泰國一款阴茎形狀的护身符，大小不一，可以有一根樹幹那麼長，又或只有手掌那麼大作裝飾品，以木或金屬製作。較小的版本一般用來於身上穿戴；而較大的版本一般會放在商店或其他處所內。
巴拉吉起源於印度教，是性力派的象徵物，被指是巨靈神的聖物，有「增加人緣、招富、辟邪避險保平安」等功效。

## 起源
巴拉吉起源於印度，與印度教三大神之一的湿婆相關，但更常以林伽（男性生殖器，代表阴阳中的陽性）的形式出現。印度教濕婆神的林伽與約尼（女性生殖器）象徵着一陽一陰，也象徵着創造與毀滅；在泛靈論也是生育及土地肥沃的象徵。在今時今日的泰國，巴拉吉象徵着幸運和吸引力。
泰國的巴拉吉相信有兩個起源：其一由占族帶到东南亚，流傳到現在；其二是公元9世紀時今日柬埔寨的吴哥窟文化從印度次大陸引入。巴拉吉一般由專門的僧人製作，以木、金屬、骨、角或象牙來雕刻。非金屬的巴拉吉常刻有神聖的符紋刻在上面，一般要數天的時間完成；金屬的多數為鑄造，少見符紋，但會有獸紋。

### 延伸閱讀
- Gauding, Madonna. . Sterling Publishing. 2009. ISBN 978-1-4027-7004-3.
- Mac Leod, Mindy. . The Boydell Press. 2005. ISBN 978-1-4027-7004-3.
- Prakash, Col Ved. . Atlantic Publishers and Distributors. 2007. ISBN 978-81-269-0703-8.
- Pattanaik, Devdutt. . Indus Source Books. 2006. ISBN 81-88569-04-6.
- Guelden, Marlane. . Marshall Cavendish Editions. 2007. ISBN 978-9812610751.